# Xarafadim Harune Juveini
Xarafadim Harune Juveini (em persa: شرف الدین هارون جوینی; romaniz.: Xaraf al-Din Harun Juveyni) foi poeta e prosador persa do século XIII, filho de Xameçadim Juveini e membro da família Juveini. Fez do musicólogo Safiadim Abderramão Ormavi seu companheiro e este dedicou e nomeou a sua principal obra de música (al-Resāla al-šarafiya) em sua honra. Foi tido como um dos homens mais instruídos de seu tempo. Casou-se com Rabia, conhecida como Saieda Nabavia, neta do último califa abássida Almostacim (r. 1242–1258), que lhe deu vários filhos. Foi executado em julho-agosto de 1286 devido a calúnia de Facradim Mostaufi (primo do historiador Handalá Mostaufi) e Rabia faleceu no mesmo dia.